# رشيد خالدي
رشيد خالدي (ولد عام 1948) هو مؤرخ فلسطيني أمريكي. يعمل برفيسورا للدراسات العربية الحديثة في جامعة كولومبيا، ومديراً لمدرسة الشؤون الدولية والمحلية التابع لمعهد الشرق الأوسط في جامعة كولومبيا.
أشهر كتب خالدي هو كتاب (الهوية الفلسطينية: بناء وعي قومي حديث) في عام 1997 وهو أكثر كتبه تأثيراً وانتشاراً. ويقول خالدي في كتابه إن جذور الهوية الفلسطينية تكونت في أوائل القرن العشرين.
شغل رشيد الخالدي كرسي الأستاذ الراحل إدوارد سعيد للدراسات العربية في قسم التاريخ بجامعة كولومبيا. عملَ في السابق رئيساً لرابطة دراسات الشرق الأوسط، وكان مستشار الوفد الفلسطيني في مفاوضات السلام العربية الإسرائيلية المنعقدة في الفترة 1991-1993، وهو حالياً رئيس تحرير مجلة الدراسات الفلسطينية. وضع الأستاذ رشيد الخالدي عدة كتب منها: زرع بذور الأزمة: الهيمنة الأمريكية والحرب الباردة في الشرق الأوسط (2009)؛ القفص الحديدي: قصة النضال الفلسطيني من أجل الدولة (2006)؛ انبعاث الإمبراطورية: بصمات غربية ومسار أمريكا الخطير في الشرق الأوسط (2004)؛ الهوية الفلسطينية: بناء وعي قومي حديث (1997)؛ تحت الحصار: صناعة القرار داخل منظمة التحرير الفلسطينية إبان حرب 1982 (1986)؛ السياسة البريطانية تجاه سوريا وفلسطين، 1906-1914 (1980). كما كتب أكثر من 90 مقالاً تتناول جوانب مختلفة من تاريخ الشرق الأوسط.

## الأسرة والتعليم
ولد رشيد في مدينة نيويورك، ونشأ فيها، حيث كان يعمل والده إسماعيل راغب الخالدي لدى الأمم المتحدة،  وكان والده مواطنًا سعوديًا،  من أصول فلسطينية من مواليد القدس،  ووالدته لبنانية أمريكية ولدت في الولايات المتحدة وتعمل في مجال الديكور، التحق بمدرسة الأمم المتحدة الدولية،  وهو ابن شقيق حسين الخالدي،  تزوج رشيد من «منى الخالدي» وهي «مساعد عميد شؤون الطلبة» و«مساعد عميد الدراسات العليا» في كلية الشؤون الدولية والعامة بجامعة كولومبيا [الإنجليزية]. ومن أبنائه الكاتب المسرحي إسماعيل الخالدي والناشطة المحامية ديما الخالدي.
حصل على درجة البكالوريوس من جامعة ييل في عام 1970،  حيث كان عضوًا في جمعية رأس الذنب،  ثم حصل على دكتوراه في الفلسفة من جامعة أكسفورد في عام 1974،  وبين عامي 1976 و1983 عمل في التدريس بدوام كامل كأستاذ مساعد في قسم الدراسات السياسية والإدارة العامة في الجامعة الأمريكية في بيروت، ونشر كتابين وعدة مقالات كما كان زميلًا باحثًا في مؤسسة الدراسات الفلسطينية،  كما درّس في الجامعة اللبنانية. 
أصبح رشيد ناشطًا سياسيًا في بيروت أثناء إقامته فيها خلال حرب لبنان عام 1982، وقال في مقابلة «كنت منخرطًا بعمق في السياسة في بيروت» في السبعينيات،  واستُشهد بالخالدي في وسائل الإعلام خلال تلك الفترة تارة كمسؤول في وكالة الأنباء الفلسطينية وتارة أخرى كمتحدث باسم منظمة التحرير الفلسطينية، وهو ما نفاه الخالدي، حيث أكد أنه ليس مُتحدثًا باسم منظمة التحرير الفلسطينية،  وأشار إلى أنه «تحدث كثيرًا مع الصحفيين في بيروت، الذين عادة ما يستشهدون به دون أن يصفوه كمصدر فلسطيني مطلع، ولا أعلم إذا أخطأ البعض في تحديد هويتي في ذلك الوقت»،  وقد اختلفت المصادر حول علاقة الخالدي الرسمية بمنظمة التحرير.
بعد عودته إلى الولايات المتحدة أمضى عامين في التدريس في جامعة كولومبيا، قبل انضمامه إلى هيئة التدريس في جامعة شيكاغو في 1987، حيث أمضى ثماني سنوات كأستاذ ومدير لكل من مركز دراسات الشرق الأوسط ومركز الدراسات الدولية فيها،  أثناء حرب الخليج الثانية وبينما كان يُدرس في جامعة شيكاغو برز الخالدي كواحد من المعلقين الأكثر تأثيرًا من مركز دراسات الشرق الأوسط". وشغل منصب رئيس جمعية دراسات الشرق الأوسط في أمريكا الشمالية عام 1994، وعمل في التدريس في جامعة جورج تاون، وفي عام 2003 إنضم إلى هيئة تدريس جامعة كولومبيا،  حيث يعمل حاليًا أستاذ للدراسات العربية الحديثة، وهو رئيس تحرير مجلة الدراسات الفلسطينية. 
رشيد عضو في مجلس رعاة مجلة فلسطين - إسرائيل وهي مطبوعة أسسها الصحفي الفلسطيني زياد أبو زياد برفقة الصحفي الإسرائيلي فيكتور سيغيلمان،  وكان من مؤسسي مركز البحوث والدراسات الفلسطينية،  وهو عضو في مجلس العلاقات الخارجية، وفي اللجنة الإستشارية الوطنية للجنة الأمريكية المشتركة بين الأديان من أجل السلام في الشرق الأوسط، والتي تصف نفسها بأنها «منظمة وطنية من اليهود والمسيحيين والمسلمين مكرسة للحوار والتعليم والدعوة من أجل السلام على أساس أعمق تعاليم التقاليد الدينية الثلاثة».
في أكتوبر 2010 ألقى الخالدي «محاضرة إدوارد سعيد التذكارية» السنوية في مركز فلسطين بواشنطن.

## العمل الأكاديمي
يغطي بحث الخالدي في المقام الأول تاريخ الشرق الأوسط الحديث، حيث يُركِز على بلدان جنوب وشرق البحر الأبيض المتوسط، مع التركيز على ظهور الهويات الوطنية المختلفة والدور الذي تلعبه القوى الخارجية في تنميتها، كما يبحث في تأثير الصحافة في تكوين حواس جديدة للمجتمع، ودور التعليم في بناء الهوية السياسية، وفي طريقة تطور الروايات خلال القرون الماضية في المنطقة.  ويصف «مايكل سي هدسون» مدير مركز الدراسات العربية المعاصرة في جورج تاون الخالدي بأنه «متميز في مجاله».
ركزت الكثير من أعمال رشيد الأكاديمية في التسعينيات على البناء التاريخي للقومية في العالم العربي، بالاعتماد على عمل المنظر بنديكت أندرسون الذي وصف الأمم بأنها «مجتمعات متخيلة» وهو لا يفترض هويات وطنية بدائية ولكنه يُجادل بأن لهذه البلدان الشرعية والحقوق وفي كتابه المنشور في 1997 بعنوان "الهوية الفلسطينية: بناء الوعي الوطني الحديث - (بالإنجليزية: Palestinian Identity: The Construction of Modern National Consciousness)" يضع ظهور الهوية الوطنية الفلسطينية في سياق العثمانيين والبريطانيين والجهد الصهيوني المبكر في بلاد الشام، حصل الكتاب على أعلى وسام من جمعية دراسات الشرق الأوسط، وعلى «جائزة ألبرت حوراني للكتاب» كأفضل كتاب لعام 1997. 
يؤرخ تأريخه لظهور القومية الفلسطينية إلى أوائل القرن العشرين ويُقدم تتبعه لملامحها ردًا على المزاعم الإسرائيلية بعدم وجود مطالبات جماعية للفلسطينيين قبل إنشاء إسرائيل في 1948، ويجادل كتابه المميز «الهوية الفلسطينية: بناء الوعي الوطني الحديث» بأن العرب الذين عاشوا في فلسطين بدأوا يعتبرون أنفسهم شعبًا متميزًا قبل عقود من 1948 وأن «النضال ضد الصهيونية لا يفسر بحد ذاته القومية الفلسطينية بشكل كافٍ».
وفي كتابه "القيامة: آثار الأقدام الغربية وطريق أمريكا المحفوف بالمخاطر في الشرق الأوسط - (بالإنجليزية: Resurrecting Empire: Western Footprints and America's Perilous Path in the Middle East)" المنشورفي 2004، يأخذ الخالدي القراء في جولة تاريخية للتدخل الغربي في الشرق الأوسط، والتي يرى بأنها تستمر في كونها ذات طبيعة استعمارية غير مقبولة أخلاقيًا ومن المحتمل أن تأتي بنتائج عكسية، وفي كتابه "بذور الأزمة - (بالإنجليزية: Sowing Crisis)"، يضع نهج الولايات المتحدة تجاه الشرق الأوسط في سياق تاريخي، وينتقد بشدة سياسات الولايات المتحدة خلال الحرب الباردة التي وصفها بأنها «صيغت لمعارضة السوفييت وقوضت الديمقراطية باستمرار وفاقمت التوترات في الشرق الأوسط».
وكتب "ربما يبدو من الصعب الاعتقاد اليوم، ولكن لعقود كانت الولايات المتحدة في الواقع راعيًا رئيسيًا للإسلام المتشدد لحشد واستخدام كل الموارد الممكنة لشن الحرب الباردة، ويضيف "انتهت الحرب الباردة لكن تتابعاتها المأساوية وحطامها السام وألغامها غير المنفجرة استمرت في إحداث أضرار كبيرة بطرق غير معترف بها في الخطاب الأمريكي".

### الهوية الفلسطينية
يُعد كتاب «الهوية الفلسطينية: بناء الوعي الوطني الحديث» أكثر الكتب تأثيرًا وانتشاراً من مؤلفات الخالدي، وفيه يبرهن الخالدي أن الوعي القومي الفلسطيني قد نشأ قرب بداية القرن العشرين، ويصف السكان العرب في فلسطين تحت الانتداب البريطاني بأن لهم «هويات متداخلة»، حيث يعبر البعض أو الكثير عن ولائهم للقرى والمناطق وأمة فلسطين المتوقعة،  ومع ذلك كانت الهوية الفلسطينية أول من أظهر القومية الفلسطينية الجوهرية في أوائل فترة الانتداب، ويكتب الخالدي «لا يمكن وصف الوطنية المحلية على أنها قومية الدولة القومية».
وأكد الخالدي في كتابه أن الهوية الفلسطينية كانت مرنة ومتغيرة ومنسوجة من «روايات» متعددة بسبب التجارب الفردية والعائلية، ووصف الهوية بأنها متطورة عضويًا بسبب تحديات الفلاحين الذين أجبرهم المهاجرين الصهاينة على ترك منازلهم، وبسبب كون القومية الفلسطينية أكثر تعقيدا بكثير من مجرد رد فعل مناهض للصهيونية. كما وثق الخالدي معارضة الصحافة العربية النشطة للصهيونية في ثمانينيات القرن التاسع عشر. وقد أثنى عليه المراجع ويليام ب. كوانت في مجلة الشؤون الخارجية ووصف الكتاب بأنه «مساهمة كبيرة في الفهم التاريخي للقومية الفلسطينية».

### القفص الحديدي
أشاد فيليب ويلكوكس في مراجعة لكتاب الخالدي "القفص الحديدي: قصة الصراع الفلسطيني لإقامة دولة - (بالإنجليزية: The Iron Cage: The Story of the Palestinian Struggle for Statehood)" لصالح سياسة الشرق الأوسط، "تحقيق الخالدي اللامع في سبب فشل الفلسطينيين في الفوز بدولة خاصة بهم"، ووصف الكتاب بأنه "ترياق مرحب به" للدعاية والأساطير التي لا تزال تهيمن على النقاش الأمريكي حول الصراع الإسرائيلي الفلسطيني"،  وقال إيان بلاك الذي كتب في صحيفة الغارديان إن الكتاب "يُحلل ببراعة الإعاقة الهيكلية التي أعاقت الفلسطينيين طوال 30 عامًا من الحكم البريطاني"،  وفي تعليق للصحفي "جوناثان شاينين" على موقع صالون قال أن "القفص الحديدي عمل صبور وبليغ، يمتد عبر التاريخ الفلسطيني الحديث بأكمله من الحرب العالمية الأولى حتى وفاة ياسر عرفات". فيما كتب ليون كارل براون في مجلة فورين أفيرز أن "كتاب الخالدي ليس تمرينًا في علم الضحية، وإنه صارم مع البريطانيين والإسرائيليين والأمريكيين لكنه نادراً ما يكون أقل قسوة في تقييم الفلسطينيين"، وأشاد "بالنقد الممتاز" الذي ورد في الفصل الأخير لتطور مواقف منظمة التحرير الفلسطينية تجاه إسرائيل وحل الدولتين.
يرى كلايد هابرمان كاتب العمود في صحيفة نيويورك تايمز أن الفلسطينيين ساعدوا في تشكيل قضبان القفص الحديدي بأنفسهم، وأن على النقاد الذين يتسآئلون عن الإجراءات الإسرائيلية القمعية التي فُرضت أحيانًا بذريعة الأمن، أن يسألوا عن سبب هذه الإحراءات وعن عدد التفجيرات الانتحارية التي استهدفت المقاهي ومحلات البيتزا،  وقال المؤرخ الإسرائيلي إفرايم كارش "بعد ثمانون عامًا من التمسك العنيد بحل الدولة الواحدة والرفض القوي أيضًا لحل الدولتين، الذي أدى إلى انعدام الجنسية للفلسطينيين، نجد أكثر الأشخاص الذين يخدعون أنفسهم تعصبًا هم من يدركون الأسباب الجذرية للكارثة الفلسطينية، وليس أقلها مؤرخ يزعم تصحيح الرفض المستمر للنظر بصدق إلى ما حدث في هذه الأرض الصغيرة خلال القرن الماضي أو نحوه.

## الحياة العامة
كتب الخالدي عشرات المقالات العلمية حول تاريخ وسياسة الشرق الأوسط، وكتب مقالات افتتاحية في العديد من الصحف الأمريكية،  وكان ضيفًا في البرامج الإذاعية والتلفزيونية ومنها «كل الأمور في الاعتبار» و«حديث الأمة» و«ساعة الأخبار» مع جيم لهرر وتشارلي روز، وظهر على بي بي سي وسي بي سي وفرنسا إنتر وصوت أمريكا، وقد شغل منصب رئيس اللجنة الأمريكية حول القدس، المعروفة الآن باسم فرقة العمل الأمريكية الخاصة بفلسطين، وكان مستشارًا للوفد الفلسطيني في مؤتمر مدريد لعام 1991.

### وجهات نظر حول الصراع الإسرائيلي الفلسطيني
كتب الخالدي أن إنشاء دولة إسرائيل أدى لإقتلاع أقدم المجتمعات اليهودية وأكثرها أمانًا في العالم، والتي عرفت التسامح في الأراضي العربية وإن كان غير كامل، لكنه لم يكن موجودًا في مناطق الغرب المسيحي التي شهدت الإبادة الجماعية وكراهية اليهود، وفيما يتعلق بحل الدولتين المقترح للنزاع الإسرائيلي الفلسطيني كتب الخالدي أن «حل الدولتين الذي يلقى استحسانًا عالميًا الآن يواجه القوة الطاغية لأعمال إسرائيل في الأراضي المحتلة على مدى أكثر من أربعين عامًا، والتي صُممت صراحةً لجعل تحقيقها بأي شكل ذي معنى مستحيلاً»، وأشار الخالدي أيضًا إلى أن «هناك أيضًا ثغرات في البدائل المصنفة تحت عنوان حل الدولة الواحدة».
وفيما يتعلق بالدعم الأمريكي لإسرائيل قال الخالدي في مقابلة أن «كل مكان على وجه الأرض يدعم الفلسطينيين لكنهم ليسوا تلة من الفول مقارنة بالولايات المتحدة وإسرائيل اللذان يمكنهما أساسًا فعل أي شيء يحلو لهما».
انتقدت افتتاحية «نيويورك صن» الخالدي لقوله إن القانون الدولي يمنح الحق القانوني للفلسطينيين لمقاومة الاحتلال الإسرائيلي،  واستشهدت بخطاب للخالدي ألقاه أمام اللجنة الأمريكية العربية لمكافحة التمييز وقال فيه «إن إيذاء المدنيين جريمة حرب تنتهك القانون الدولي، وأن المدنيين ليسوا جنودًا وأنهم غير مسلحون، وأنهم مقاومة»،   وجادلت افتتاحية «ذا سن» أن الخالدي لا يميز بين المقاتلين الفلسطينيين وغير المقاتلين وأنه يشير إلى إمتلاك جميع الفلسطينيين الحق في المقاومة،  وفي مقابلة مع الخالدي حول هذه الافتتاحية اعترض على ما ورد وقال بأنه مخرج من سياق تصريحاته حول القانون الدولي.

### برنامج تدريب المعلمين في مدينة نيويورك
في 2005 أنهى مدير مدارس المدينة مشاركة الخالدي في برنامج تدريب المعلمين في مدينة نيويورك،  وأصدر المستشار جويل كلاين بيانًا قال فيه «بالنظر إلى تصريحات الخالدي السابقة لا ينبغي إدراجه في برنامج يوفر التطوير المهني لمعلمي وزارة التربية والتعليم وأنه لن يشارك في المستقبل»،  وبعد القرار كتب رئيس جامعة كولومبيا لي بولنغر نيابة عن الخالدي «قرار القسم بفصل البروفيسور خالدي من البرنامج كان خاطئًا وينتهك مبادئ التعديل الأول وأن القرار استند إلى آرائه السياسية المزعومة وأنه أُتخذ دون تشاور، ودون مراجعة للوقائع على ما يبدو». 

### الحملة الرئاسية الأمريكية 2008
أصبحت علاقة الخالدي بأوباما مشكلة في الحملة الرئاسية عقب نشر صحيفة لوس أنجلوس تايمز لمقال عن حضور أوباما عشاء وداع للخالدي في 2003،  وزعم بعض معارضي باراك أوباما أن علاقته مع رشيد خالدي دليلاً على أن أوباما لن يحافظ على السياسة الخارجية المؤيدة لإسرائيل بعد انتخابه،  وعندما سُئل أوباما عن التزامه تجاه إسرائيل وصفه بأنه «لا يتزعزع»، وقال إنه لا يتشاور مع الخالدي بشأن السياسة الخارجية،  وأشار معارضو المرشح الجمهوري جون ماكين إلى أنه شغل منصب رئيس المعهد الجمهوري الدولي خلال التسعينيات الذي قدم منحًة بقيمة 500 ألف دولار لمركز البحوث والدراسات الفلسطينية الذي شارك الخالدي في تأسيسه.

## قائمة مؤلفاته
- حرب المئة عام على فلسطين: قصة الاستعمار الاستيطاني والمقاومة 1917 - 2017، 2020 (ترجمة: عامر شيخوني، الدار العربية للعلوم ناشرون، 2020)
- وسطاء الخداع: كيف قوضت الولايات المتحدة الأميركية عملية السلام في الشرق الأوسط، بيكون برس، 2013 (ترجمة: سارة ح. عبد الحليم، الدار العربية للعلوم ناشرون، 2015)
- زرع بذور الأزمة: الهيمنة الأمريكية والحرب الباردة في الشرق الأوسط (2009)
- العراق والإمبراطورية الأمريكية: هل يستطيع الأمريكيون العرب التأثير في السياسة الأمريكية في الشرق الأوسط؟ (ترجمة: مركز الإمارات للدراسات والبحوث، 2008)
- القفص الحديدي: قصة الصراع الفلسطيني لإقامة دولة (2006) (ترجمة: المؤسسة العربية للدراسات والنشر، 2008)
- الاتحاد السوفياتي وكامب ديفيد (ترجمة: مؤسسة الدراسات الفلسطينية، 1980)
- انبعاث الإمبراطورية: بصمات غربية ومسار أمريكا الخطير في الشرق الأوسط (2004)
- الهوية الفلسطينية: بناء وعي قومي حديث (1997)
- تحت الحصار: صناعة القرار داخل منظمة التحرير الفلسطينية خلال حرب 1982 (1986) (ترجمة: مؤسسة الدراسات الفلسطينية، 2018)
- السياسة البريطانية تجاه سوريا وفلسطين، 1906-1914

## روابط خارجية
- رشيد خالدي على موقع IMDb (الإنجليزية)
- رشيد خالدي على موقع إن إن دي بي (الإنجليزية)
- صفحة هيئة التدريس بجامعة كولومبيا.
- لمحة عن رشيد خالدي في معهد تفاهم الشرق الأوسط.
- رشيد خالدي يتحدث عن عدم جدوى المفاوضات لأن حل الدولة الواحدة موجود بالفعل، هآرتس، 5 ديسمبر 2011.
- رشيد الخالدي: فلسطين 40 عامًا من الاحتلال و60 عامًا من النهب، 23 يونيو 2007.
- مراجعة للقفص الحديدي بقلم راشد خالد في معهد تفاهم الشرق الأوسط نسخة محفوظة 4 ديسمبر 2008 على موقع واي باك مشين...
- أخبار مُجمّعة وتعليقات عن رشيد خالدي في موقع صحيفة نيويورك تايمز.